# Pookivaara
Pookivaara är en kulle i Finland.   Den ligger i kommunen Utajärvi  och landskapet Norra Österbotten. Toppen på Pookivaara är cirka 195 meter över havet.
I omgivningarna runt Pookivaara växer i huvudsak blandskog.